# Sathiyavijayanagaram
Sathiyavijayanagaram es una  ciudad censal situada en el distrito de Tiruvannamalai en el estado de Tamil Nadu (India). Su población es de 5894 habitantes (2011).

## Demografía
Según el censo de 2011 la población de Sathiyavijayanagaram era de 5894 habitantes, de los cuales 2946 eran hombres y 2948 eran mujeres. Sathiyavijayanagaram tiene una tasa media de alfabetización del 81,60%, superior a la media estatal del 80,09%: la alfabetización masculina es del 88,39%, y la alfabetización femenina del 75,93%.